# Cercomacroides
A Cercomacroides a madarak osztályának verébalakúak (Passeriformes) rendjébe és a hangyászmadárfélék (Thamnophilidae) családjába tartozó nem. Egyes szervezetek a Cercomacra nembe sorolják az ide tartozó fajokat is.

## Rendszerezésük
A nemet José G. Tello és Marcos A. Raposo írta le 2014-ben, jelenleg az alábbi fajok tartoznak ide:
- Cercomacroides laeta[1] vagy Cercomacra laeta[2]
- Cercomacroides parkeri[1] vagy Cercomacra parkeri[2]
- Cercomacroides nigrescens[1] vagy Cercomacra nigrescens[2]
- Cercomacroides fuscicauda[1] vagy Cercomacra fuscicauda
- Cercomacroides serva[1] vagy Cercomacra serva[2]
- füstös hangyászmadár (Cercomacroides tyrannina[1] vagy Cercomacra tyrannina)[2]